# Tumba francesa
A Tumba Francesa é uma tradição cultural dança e estilo que surgiu no século XVIII, em Cuba. Combina música da África Ocidental e música tradicional francesa.
"Tumba" deriva de "Tambours" em francês, drums em inglês e tambores em português. É um dos vários estilos de percussão do Haiti que produz um som muito vibrante, muitas vezes acompanhado de trompetes, geralmente tocado por bandas cubanas. As roupas dos bailarinos são coloridas e berrantes. Os tambores são tocados em  Cuba e Haiti.
Tumba francesa é um gênero afro-cubano secular de dance, song e bateria que surgiu na província Oriente em Cuba. Foi introduzida por escravos do Haiti - então uma colônia francesa conhecida como Saint Domingue - cujos proprietários foram reassentados nas regiões orientais de Cuba após a rebelião de escravos durante a década de 1790. O gênero floresceu no final do século XIX com o estabelecimento de sociedades de tumba francesa, das quais apenas três sobrevivem.

## Características
Tumba francesa combina tradições musicais da África Ocidental, Bantu, de origem francesa e espanhola.Os etnomusicologistas cubanos concordam que a palavra "tumba" deriva do Bantu e Mandinka palavras para tambor. Em Cuba, a palavra tumba é usada para denotar bateria, conjunto e performance em tumba francesa.